# Bruce Cockburn Live
Bruce Cockburn Live è il diciassettesimo album (secondo dal vivo) di Bruce Cockburn, pubblicato dalla True North Records nel 1990. Il disco fu registrato dal vivo il 14 e 15 agosto 1989 all'Ontario Place di Toronto (Canada).

## Tracce
1. Silver Wheels – 6:11 (Bruce Cockburn)
2. World of Wonders – 4:39 (Bruce Cockburn)
3. Rumours of Glory – 6:03 (Bruce Cockburn)
4. See How I Miss You – 4:00 (Bruce Cockburn)
5. After the Rain – 3:58 (Bruce Cockburn)
6. Call It Democrazy – 3:37 (Bruce Cockburn)
7. Tibetan Side of Town – 7:47 (Bruce Cockburn)
8. Wondering Where the Lions Are – 5:19 (Bruce Cockburn)
9. Nicaragua – 5:04 (Bruce Cockburn)
10. Broken Wheel – 5:01 (Bruce Cockburn)
11. Stolen Land – 3:14 (Bruce Cockburn, Hugh Marsh)
12. To Raise the Morning Star – 7:47 (Bruce Cockburn, Fergus Jemison March)
13. Maybe the Poet – 4:17 (Bruce Cockburn, Fergus Jemison March, Jon Goldsmith, Kerry Crawford)
14. Always Look at the Bright Side of Life – 2:51 (Eric Idle)

## Musicisti
- Bruce Cockburn  - voce, chitarra acustica, chitarra elettrica, chimes wind, bodhrán, armonica
- Fergus Jemison March  - chapman stick, midi stick, accompagnamento vocale, cori
- Michael Sloski  - batteria, accompagnamento vocale, cori